# Alhaurín de la Torre
Alhaurín de la Torre – gmina w Hiszpanii, w prowincji Malaga, w Andaluzji, o powierzchni 82,7 km². W 2011 roku gmina liczyła 37 446 mieszkańców.